# Андрю Джеймс Хартли
Андрю Джеймс Хартли (на английски: Andrew James Hartley) е английски преподавател, сценарист, театрален режисьор, драматург и писател на бестселъри в жанра исторически трилър и фентъзи. Пише под псевдонима А. Дж. Хартли (на английски: A J Hartley).

## Биография и творчество
Андрю Джеймс Хартли е роден през 1964 г. в Престън, Ланкашър, Англия. Като дете обикаля със семейството си много туристически обекти в Гърция и Рим, и темата за археологията му става любима.
Завършва през 1987 г. Университета на Манчесър с бакалавърска степен по английски език и египтология. Участва в разкопки за периода от бронзовата епоха край Ерусалим. След дипломирането си преподава в продължение на 2 години английски език в Япония и обикаля цяла Азия. След това се премества в САЩ. През 1993 г. получава магистърска степен по английски език от Университета на Бостън, а през 1996 г. и докторска степен от същия с дисертация на тема „Най-добрата политика: Честност и социална динамика в драмата през Английския Ренесанс“.
В периода 1996 – 2005 г. е асистент и доцент по английски език в Университета на Западна Джорджия. От 2007 г. е директор на Центъра за изследване на Шекспир в Шарлът, Северна Каролина. От 2003 г. е редактор на Шекспировия бюлетин и е драматург на Шекспировия фестивал на Джорджия.
Заедно с работата си се насочва към писателска кариера. През 2006 г. е публикуван първия му исторически трилър „Маската на Атрей“ от поредицата „Дебора Милър“. Главната героиня е уредничката на музея Дебора Милър, която се надпреварва с иманяри и престъпни организации в борбата за откриването и опазването ценни исторически артефакти.
През 2012 и 2014 г. заедно с писателя Дейвид Хюсън издават адаптации на „Макбет“ и „Хамлет“.
Андрю Джеймс Хартли живее със семейството си в Шарлът.

## Произведения

### Самостоятелни романи
- What Time Devours (2008)
- Macbeth (2012) – с Дейвид Хюсън
- Hamlet, Prince of Denmark (2014) – с Дейвид Хюсън

### Серия „Дебора Милър“ (Deborah Miller)
1. Маската на Атрей, The Mask of Atreus (2006)
2. On the Fifth Day (2007)
3. Tears of the Jaguar (2012)

### Серия „Уил Хоторн“ (Will Hawthorne)
1. Act of Will (2009)
2. Will Power (2010)

- The Cerulean Stone (2013)
- The Slave Trader's Wedding (2013)

### Серия „Даруин Аркрайт“ (Darwen Arkwright)
1. Darwen Arkwright and the Peregrine Pact (2011) – награда за юношеска литература
2. Darwen Arkwright and the Insidious Bleck (2012)
3. Darwen Arkwright and the School of Shadows (2013)